# 花譜
花譜（KAF，日语原文：／ Kafu，2003年12月—），日本女歌手。所属神椿工作室。

## 概要
居住在东北地方。2018年10月开始入驻YouTube、Instagram和TikTok。发布的原创歌曲由Kanzaki Iori创作，还会发布J-Pop和Vocaloid歌曲的翻唱。角色设计由Palow担当。

## 來歷
13岁的时候开始在音乐应用投稿，直到被现在的运营公司发掘而暂停。
2018年10月16日，开设YouTube频道、10月18日出道。2018年底举行的虚拟音乐活动“Count0”，在第一场中压轴演出，粉丝数大幅增长。
到了2019年，为了准备高中考试而暂停活动。
恢复活动后，演唱了电影《热情花招》的主題歌。8月1日在东京LiquidRoom举行了首次个人演唱会“不可解”。演唱会通过群眾募資资金，目标金额500万，总额达到了4000万日元以上。演唱会录像在全国電影院和卡拉OK厅发布，Twitter标签“#”成为推特世界流行趋势第一位。
9月11日发售首张专辑《观测》。11月22日在涉谷“3.5D by Kamitsubaki Studio × Parco”的第一场举办了“花譜展”。12月25日花譜的混音专辑《观测γ》发售。

## 出演

### 电视节目
- 特番〜愛能連接世界〜2019（2019年12月1日，BS日本）

### 網路節目
- VMZ（2019年12月27日・2020年9月25日、YouTube A.I.Channel）第1回・第6回 嘉賓

### 活動
2018年
- Count0（12月31日）

2019年
- Niconico超会议2019 Virtual Mr.专场 Special Virtual Live Day2（4月27日・4月28日）
- 花譜个人演唱会「不可解」（8月1日）
- 虚拟演唱会「V Sama！」（8月24日・8月25日）Day2 夜场
- Dive XR Festival（9月22日）
- Favric（9月29日）

2020年
- 花譜个人演唱会「不可解（再）」（3月23日） - 受新冠病毒感染症等影响，无观众现场直播
- VTuber Fes Japan @NiconicoNet 超会议2020（4月19日、Niconico直播）
- 花譜个人演唱会「不可解弐Q1」（10月10日） - 线上演唱会
- Bilibili Macro Link-Visual Release 2020（12月19日、中国・上海国家会展中心（上海）虹馆EH）

2021年
- VTuber Fes Japan 2021 Day2（1月31日、川口綜合文化中心 Lilia）
- 花譜個人演唱會「不可解弐Q2」（3月13日） - 線上演唱會
- V-Carnival（2021年4月4日 线上）
- 花譜個人演唱會「不可解·弐 REBUILDING」
  - （6月11日18:00、豐洲PIT）
  - （6月12日12:00、豐洲PIT）
  - （6月12日17:00、豐洲PIT）

### 電視動畫
2022年
- Muv-Luv Alternative（XM3）

2025年
- 神椿市建設中。（森先化步[27]）

## 音樂作品

### 原创歌曲
| 歌曲原文标题     | 发布日期       | 作詞、作曲、編曲                        | 影片制作   | 影片制作协助                                     |
| ---------------- | -------------- | --------------------------------------- | ---------- | ------------------------------------------------ |
| 糸               | 2018年12月6日  | カンザキイオリ                          |            | 、                                               |
| 心臓と絡繰       | 2018年12月28日 |                                         |            | 、WACCHI                                         |
| 魔女             | 2019年1月9日   |                                         | 、         | -                                                |
|                  | 2019年1月31日  |                                         |            | 、                                               |
| 雛鳥             | 2019年3月22日  |                                         |            |                                                  |
| 過去を喰らう     | 2019年6月5日   |                                         |            | 、Paul Williams、yujureal works                  |
| 夜が降り止む前に | 2019年6月28日  |                                         |            | 、                                               |
|                  | 2019年8月1日   |                                         |            | PALOW                                            |
| quiz             | 2019年8月6日   |                                         |            | -                                                |
|                  | 2019年8月14日  |                                         | Waboku     | サトミテナ、、                                   |
| 不可解           | 2019年9月12日  |                                         | -          | -                                                |
| Re:HEROINES      | 2019年9月17日  |                                         |            | muen、、Q-taro                                   |
|                  | 2019年9月24日  |                                         |            | UDON                                             |
| 未確認少女進行形 | 2019年12月20日 |                                         |            | 、、buōy                                         |
| 私論理           | 2020年1月8日   |                                         |            | 、Q-taro、TatsuyaM                               |
|                  | 2020年5月11日  |                                         |            | 、                                               |
| 戸惑いテレパシー | 2020年6月8日   |                                         |            | 、、Q-taro、、yujureal works                     |
| アンサー         | 2020年7月8日   |                                         |            | 、、Q-taro、                                     |
| 景色             | 2020年7月22日  |                                         |            | yujureal works                                   |
|                  | 2020年8月13日  |                                         |            | 、、yujureal works                               |
|                  | 2020年10月18日 |                                         |            |                                                  |
|                  | 2020年11月18日 |                                         |            | 、、上竹伸枝、Aaron Formilleza、、yujureal works |
| ソレカラ         | 2021年3月18日  |                                         | 佐伯雄一郎 | 、、que、Utomaru、、G子、yujureal works          |
| 例えば           | 2021年5月19日  |                                         |            | 牛乳瓶、monomane91、sachiko15、史耕              |
|                  | 2021年6月30日  |                                         |            | 、、yujureal works                               |
|                  | 2021年10月14日 |                                         |            | 、、muen                                         |
|                  | 2021年10月27日 | （作詞） GLIM SPANKY（作曲） （編曲）   | -          | -                                                |
|                  | 2021年11月17日 | 大森靖子（作詞・作曲） 大久保薰（編曲） | -          | -                                                |
| [ b ]            | 2021年12月8日  |                                         | -          | -                                                |

### 其他
| 歌曲原文標題 | 發佈日期       | 創作      | 作詞、作曲、編曲     | 附註                   |
| ------------ | -------------- | --------- | -------------------- | ---------------------- |
|              | 2022年10月21日 | MAISONdes | ツミキ（作詞・作曲） | 動畫《福星小子》片尾曲 |

## 獲獎歷史
- 特番〜愛能連接世界〜2019 第一屆V奖2019 獲得Good Music獎最優秀獎（2019年）
- 第1屆VTuber音樂獎 「不可解」音樂類别獲得第三名，「過去を喰らう」音樂類别獲得第四名[40]

## 脚注